# 太陽前顆粒

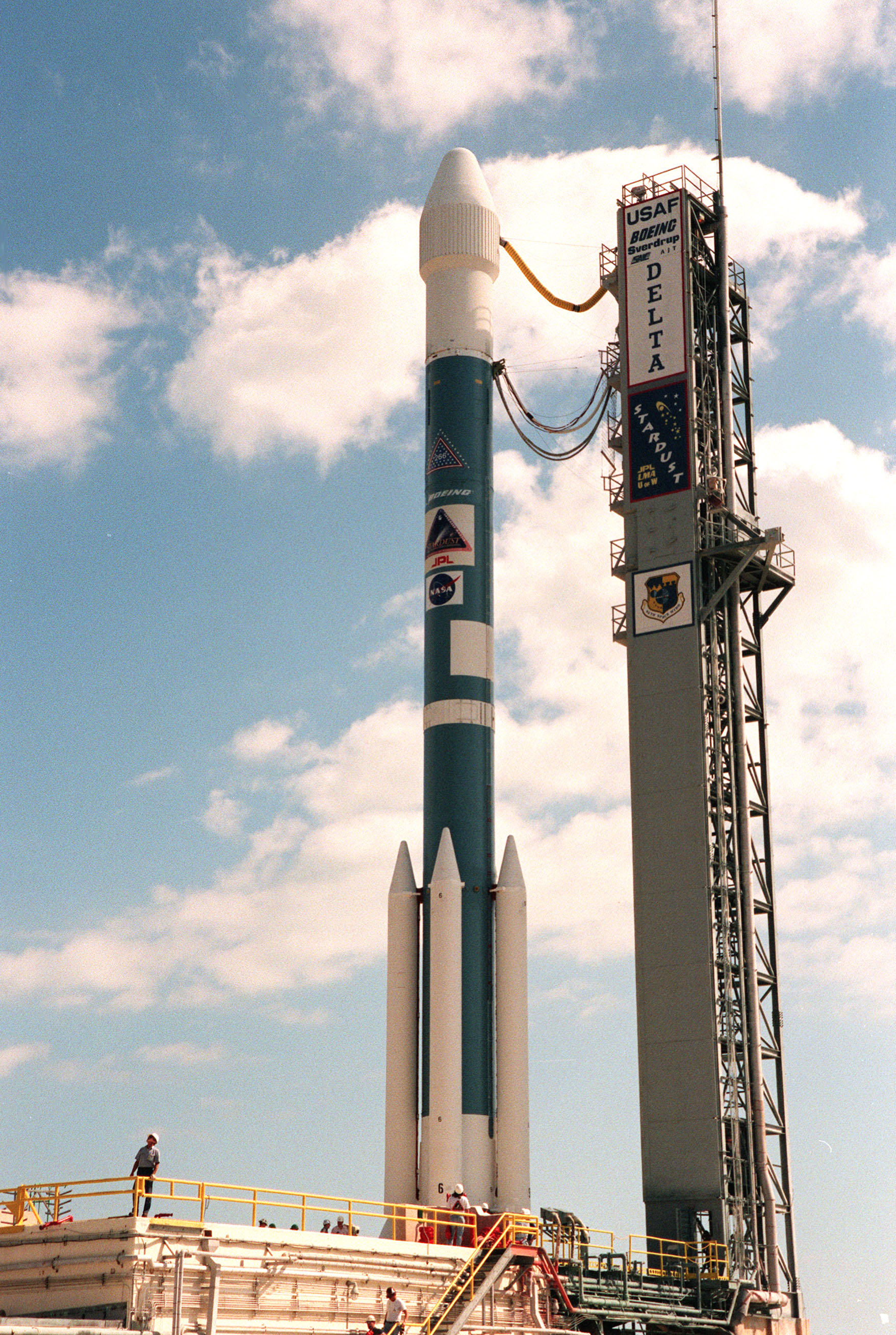
Boeing Delta II載有星塵號等待發射的波音戴爾塔II火箭。星塵號在2004年一月與81P/Wild親密接觸，還蒐集的涵有太陽前顆粒的星際塵埃。

太陽前顆粒是起源於太陽形成之前的某個時間裡，就在星際空間形成的微小固體物質。隕石學家經常用這個名詞來表示起源於一顆恆星的顆粒，也就是 "星際塵埃"；他們從隕石中提取這些顆粒進行研究。因為許多的星際塵埃並非來自單獨的一顆恆星，而是由更小的太陽前顆粒在星際雲物質吸積形成，所以大多數的太陽前顆粒也不是星際塵埃。就邏輯而言，所有的星際塵埃都是太陽前顆粒，但不是所有的太陽前顆粒都是星際塵埃；這種令人困惑的術語在21世紀的隕石學中根深蒂固。隕石學家喜歡夾雜（交替）的使用這些術語，因此最好合併這兩者，或者將星際塵埃寫成"太陽前星際顆粒"。
太陽前星際塵埃顆粒在太陽前恆星流動和冷卻的氣體中形成。在每顆太陽前恆星內發生的恆星核合成為每個顆粒提供了不同於我們太陽系和銀河系平均，而是該顆母恆星獨特的同位素組合物。這些同位素特徵是發生在母恆星內部，通常是辨識天體物理核過程的指紋標記，並證明它們的母恆星。

## 歷史
在20世紀60年代，發現在原始隕石中的惰性氣體氖 和氙具有不尋常的同位素特徵；包括它們的起源和物質類型都是一個謎。 這些發現是為了計算被捕獲的極少量惰性氣體同位素相對豐度的目的，透過在質譜儀內蒸發散裝隕石的樣品所得到的。在20世紀70年代，類似的實驗發現了更多被困的氙同位素成分。同位素成分起源的推測被提出來相互競爭，所有的這些都是在當時所認知的範疇內提出的，即這些變化都是由最初在均勻狀態的太陽氣體星雲坍縮過程創造的。 
20世紀70年代的唐納德·D·克萊頓將星際塵埃引入行星科學，提出了一個新的框架解釋理論。同時，他否認了隕石學家普遍認同太陽系一開始是均勻熱氣體的觀點。取代的是，他預測在不同類型質量損失的恆星中，能在冷凝中的熱體內發現不尋常但可預測的同位素組成。他認為這種顆粒存在於整個星際物質中。克萊頓在1975年的一篇論文中首次使用這一想法描述星際物質，述說其中充滿了超新星產生的顆粒，而且這些顆粒富含放射性已經滅絕的氖和氙放射性同位素。  克萊頓定義了幾種可能會被發現的太陽前顆粒：來自紅巨星的星際塵埃， sunocons，來自超新星（SUperNOva）和凝結（CONdensateS）首字母的縮寫。儘管此一學說得到積極和持續的發展，但直到在隕石內發現這樣的顆粒之前，在克萊頓提出此建議的十年內一直沒有得到同儕的支持。
隕石體內有星際塵埃的第一個明確證據來自芝加哥的愛德華·安德斯實驗室  ，用傳統的質譜儀技術發現，在用酸溶解隕石後，預測殘留的不溶於酸性碳質殘渣中含有的同位素豐度，幾乎與紅巨星的星際塵埃中的同位素豐度完全吻合。然後，似乎可以肯定的是，在安德斯的酸不溶性殘留物就是星際塵埃。尋找實際的星際塵埃並對其進行記錄，是一項困難得多的挑戰，不僅需要確定這些顆粒的位置，還要表明它們的同位素與紅巨星體內的同位素相匹配。隨後，進行了10年的密集實驗和搜索，試圖分離這些氙同位素載體個別的顆粒。但真正需要的是可以測量星際塵埃中單獨顆粒中數量較少原子的新型質譜儀。幾個實驗室進行了濺射短離子探頭的研究，企圖用這樣的儀器來證明。但當代的離子探頭還需要在技術上更上一層樓
在1987年，在相同的這些酸不溶性殘留物中，發現隕石的酸不溶性星際鑽石顆粒和碳化矽顆粒，而且含有大量的惰性氣體。通過改善的二次離子質譜（SIMS）測量這些顆粒的化學結構，又測到了重大的同位素異常。改進的SIMS實驗表明，每個碳化矽顆粒中的矽同位素都不同於太陽系的同位素比率，而是某些紅巨星所預期的同位素比率。因此，星際塵埃是在1987年發現的。要測量微小的星際塵埃中結構元素（例如，碳化矽顆粒中的矽）的同位素豐度比率，需要兩種困難的技術和科學步驟：1)在隕石壓倒性的群體中，定位微米大小的星際塵埃顆粒；2)將SIMS技術發展到足夠高的水準，以測量微米大小顆粒內的同位素豐度比率。恩斯特·津納成為SIMS在微粒領域應用中無可爭辯的領導者，為他贏得歷史上的讚譽。

## 太陽前物質的類型
太陽前顆粒有不同的類型，到目前為止確認的太陽前顆粒有下列幾種礦物：
- 奈米鑽石 (C) 尺度的顆粒 (大約2.6 nm的直徑)[16]，可能是氣相沉積形成的[17]。
- 石墨 (C) 顆粒和洋蔥結構[18]，一些具有擰散的石墨烯核心[19]。
- 碳化矽 (SiC) 次微米至微米級大小的顆粒，太陽前碳化矽的生成是單同質異型或同質異型的成長。觀察到原子的結構有兩種最低階的同質異型：六邊形2H和立方形3C (不同程度的堆疊失敗障礙)以及一維無序的SiC顆粒[20]。在比較中，地球上實驗室合成的SiC有上百種不同的同質異型而聞名。
- 碳化鈦 (TiC) 和其它在碳和SiC顆粒之內的碳化物[21]。
- 氮化矽 (Si3N4)
- 金鋼砂 (Al2O3)[22]
- 尖晶石 (MgAl2O4)[23]
- 黑鋁鈦鈣石 ((Ca,Ce)(Al,Ti,Mg)12O19)[24]
- 氧化鈦 (TiO2)
- 矽酸鹽礦物 (橄欖石和輝石)

## 太陽前物質的特性
太陽前顆粒的研究使用到掃描或穿透式電子顯微鏡 (掃描電鏡/瞬變電磁法) 和質譜儀等方法 (惰性氣體質譜法、共振電離質譜測定法 (RIMS)、二次離子質譜法 (SIMS, NanoSIMS))。太陽前顆粒中包含的鑽石只有幾奈米的大小，也因此被稱為奈米鑽石。雖然它們是第一種被發現的太陽前顆粒，但因為它們是如此的小，因此奈米鑽石的研究很困難，相對的對它們的了解也最少。其它的太陽前顆粒大小都在微米的範圍，太陽前顆粒代表著是從我們的太陽系之外進入的物質。

## 太陽前顆粒攜帶的資訊
對太陽前顆粒的研究提供了核合成和恆星演化的資訊。顆粒標示的快速過程核合成同位素訊息是檢驗超新星爆炸模型的有用訊息。其它顆粒提供在漸近巨星分支恆星的同位素和物理資訊，它們是製造銀河系中難冶煉的輕鐵元素和金屬的主要來源。因為這些顆粒中的元素是在銀河系內不同的時間 (和地點) 製造出來的，蒐集一系列的顆粒可以進一步的研究在我們太陽系形成之前的星系演化。
隨著在核合成上提供的訊息，固體顆粒提供它們形成時的物理化學條件訊息。例如考慮紅巨星－它們在銀河系中產生大量的碳。它們的大氣層是冷到足以進行凝聚過程的場所－造成固體顆粒沉降 (也就是說，多個原子凝聚的元素，像是碳)－大氣層。這不像我們太陽的大氣層，它是太熱而不足以形成更複雜的分子。這些固體物質的碎片，然後被輻射壓注入星際介質。因此顆粒攜帶著訊息向我們提供資訊：
(i) 在紅巨星大氣層冷凝的過程， (ii) 在星際介質中輻射和加熱的過程，和(iii)穿越銀河系抵達我們的太陽系，攜帶著元素製造出我們的顆粒的類型。

## 外部連結
- Presolar grain research
- Presolar grains in meteorites（页面存档备份，存于）
- Moving Stars and Shifting Sands of Presolar History（页面存档备份，存于）
- Presolar Grains in Meteorites: An Overview and Some Implications